# Cummins M
Cummins M — дизельный двигатель внутреннего сгорания, выпускаемый американской компанией Cummins с 1994 года. Его объём составляет 10,8 литра.

## Описание
Двигатель Cummins M был представлен в 1994 году под индексом M11. Базовой моделью стала Cummins L10, в отличие от которой, запас хода двигателя Cummins M11 составляет 147 мм.
Позднее двигатели Cummins M получили топливные системы CELECT и CELECT Plus, состоящие из шестерёнок и инжекторов с электромагнитным управлением. В 1998 году двигатель Cummins M11 был переименован в Cummins ISM.

## Продукция
Двигатель Cummins M устанавливается на транзитные автобусы свыше 40 футов, туристические автобусы, крупнотоннажные грузовые и пожарные автомобили и полноприводные автомобили (QSM11).